# Elecciones federales de México de 2021 en Tlaxcala
Las elecciones federales de México de 2021 en Tlaxcala se llevaron a cabo el domingo 6 de junio de 2021, y en ellas se renovaron los siguientes cargos de elección popular:
- 3 diputados federales. Miembros de la cámara baja del Congreso de la Unión. Tres elegidos por mayoría simple. Todos ellos electos para un periodo de tres años a partir del 1 de agosto de 2021 con la posibilidad de reelección por hasta tres periodos adicionales.

## Resultados electorales

### Diputados federales por Tlaxcala

#### Diputados Electos
| Distrito | Candidato                      | Partido | Tipo de elección |
| -------- | ------------------------------ | ------- | ---------------- |
| 1        | José Alejandro Aguilar López   |         | Mayoría relativa |
| 2        | Irma Yordana Garay Loredo      |         | Mayoría relativa |
| 3        | Carlos Augusto Pérez Hernández |         | Mayoría relativa |

#### Resultados
|  | 35.63 % |

|  | 14.08 % |

|  | 10.45 % |

|  | 6.07 % |

|  | 4.79 % |

|  | 4.78 % |

|  | 4.60 % |

|  | 4.28 % |

|  | 3.84 % |

|  | 3.74 % |

|  | 2.49 % |

|  | 5.17 % |

|  | 0.05 % |

|  | 100 % |

|  | 66.49 % |

## Resultados por distrito electoral

### Distrito 1. Apizaco
|  | 36.01 % |

|  | 31.33 % |

|  | 14.74 % |

|  | 4.54 % |

|  | 3.36 % |

|  | 2.63 % |

|  | 2.29 % |

|  | 5.03 % |

|  | 0.06 % |

|  | 100 % |

### Distrito 2. Tlaxcala de Xicohténcatl
|  | 51.08 % |

|  | 26.12 % |

|  | 5.52 % |

|  | 5.42 % |

|  | 4.36 % |

|  | 2.49 % |

|  | 4.95 % |

|  | 72.47 % |

|  | 100 % |

### Distrito 3. Zacatelco
|  | 39.79 % |

|  | 30.05 % |

|  | 6.73 % |

|  | 5.43 % |

|  | 3.93 % |

|  | 3.13 % |

|  | 2.69 % |

|  | 2.67 % |

|  | 5.54 % |

|  | 0.04 % |

|  | 100 % |